# Théodore Géricault
Théodore Géricault (n. 26 septembrie 1791, Rouen, Franța – d. 26 ianuarie 1824, Paris, Franța) a fost un important pictor și litograf francez, exponent al romantismului în pictură.
Géricault s-a născut în anul 1791, la doi ani după izbucnirea Revoluției Franceze. Anii de tinerețe corespund perioadei războaielor napoleoniene. Este martor al unor vremuri de răscruce, când o lume învechită se prăbușește și cedează locul unei noi epoci care se naște. Creația lui Géricault poartă semnul transformărilor istorice ale unei epoci marcate de contradicții. Operele artistului reprezintă, sub anumite aspecte, o continuare a drumului ales de Jacques Louis David, deși cuprind accente inovatoare, romantice, prevestind în același timp realismul.

## Viața și opera
Jean-Louis-André-Théodore Géricault s-a născut la Rouen, pe 26 septembrie 1791. Tatăl său era moșier și făcea comerț cu tutun. În anul 1796, familia Géricault se mută la Paris. Théodore începe să frecventeze cursurile prestigiosului liceu parizian Licée Royal (astăzi: Louis-le-Grand). Are două pasiuni: desenul și caii. Vrea să devină pictor. Atracția pe care o nutrește pentru cai îl face să intre în atelierul pictorului Carle Vernet (1758-1836), care se bucura de faima de mare specialist în pictura de cai. Géricault nu va sta mult în atelierul lui Vernet. Din anul 1810 se hotărăște să ia lecții de la Pierre-Narcisse Guérin (1774-1833), elev al lui Louis David. În atelierul lui Guérin, Géricault îl va întâlni pe Eugène Delacroix. Școala clasică a lui David îi este totuși străină temperamentului său. Géricault respinge culoarea fără viață, finisarea armonioasă, desenul minuțios, precum și imobilitatea rece - caracteristice lui Guérin, preferând spontaneitatea, dinamismul și lucrul după modele vii.

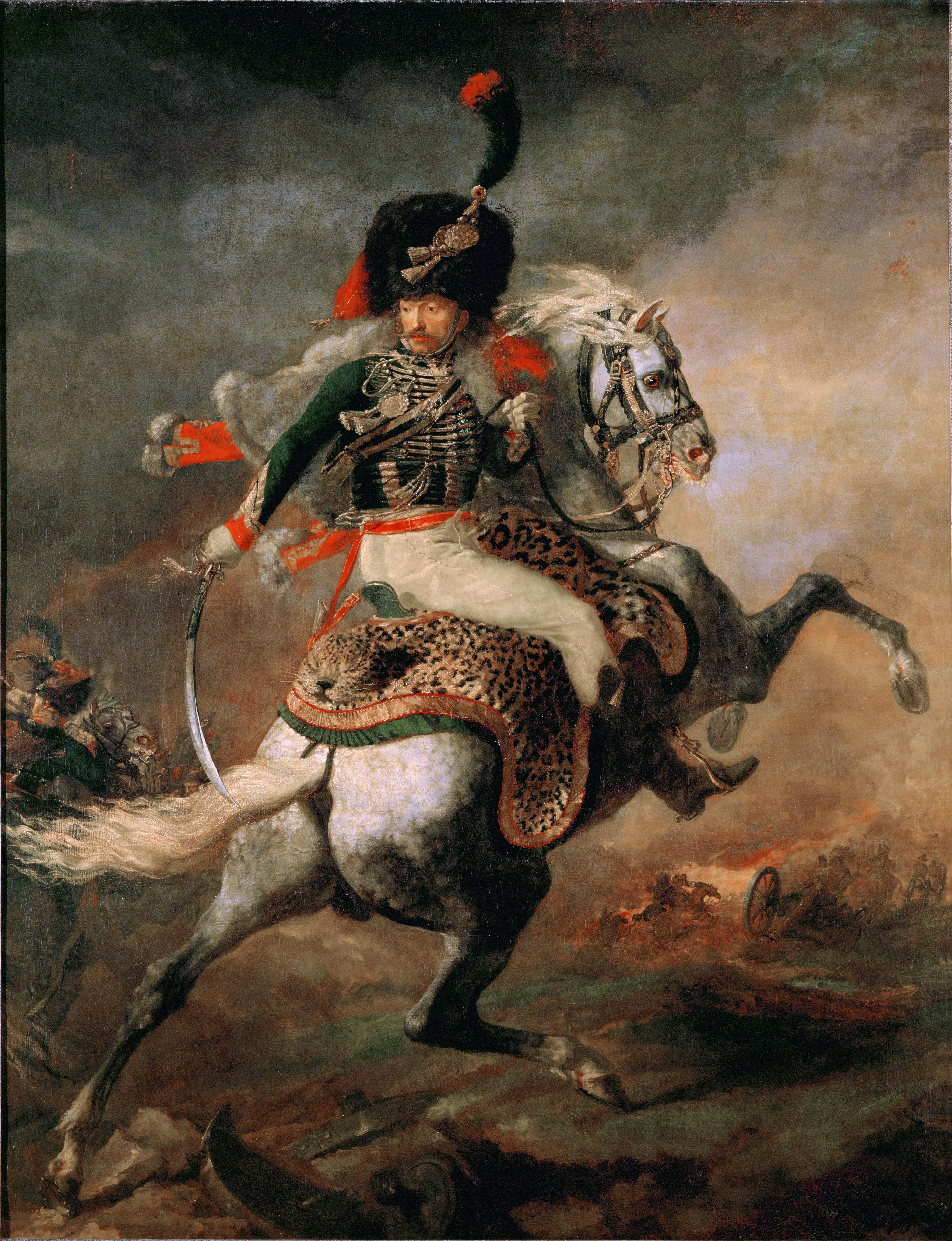
Ofiţer de vânători din garda imperială, 1812 - Muzeul Louvre, Paris

Adesea merge la grajdurile de la Versailles, unde desenează cai. În februarie 1811 se înscrie la École des Beaux-Arts din Paris. Cu sprijinul financiar al tatălui său este scutit de serviciu militar.
Prima sa operă importantă este Ofițer de vânători din garda imperială (1812), imagine a victoriilor pe câmpurile de bătălie în timpul imperiului, tablou expus la Salonul din Paris în același an. Debutantul a fost aclamat ca un maestru, repurtează un succes de prestigiu - la vârsta de douăzeci și unu de ani - și primește medalia de aur. Tabloul reprezintă un ofițer al Gărzii lui Napoleon călare pe un cal ridicat în două picioare. Ofițerul se întoarce în șa pentru a da cu sabia semnalul de atac. Suprafața portocalie din partea dreaptă sugerează câmpul de luptă. Géricault renunță la estetica panoramei și prezintă doar un fragment dintr-o scenă de luptă, și nu întregul câmp de bătălie, așa cum se obișnuia în acea vreme. Doi ani mai târziu, pictează tabloul intitulat Cuirasier rănit părăsind câmpul de luptă, care poate fi interpretat ca o completare a celui anterior. Realizarea Cuirasierului rănit este mai elaborată, mai impresionantă, culorile sunt mate și mai întunecate. Dramatice și monumentale, aceste două tablouri ecvestre suscită un deosebit interes la Salonul din 1814, într-un Paris ocupat de armatele străine învingătoare, după prima abdicare a lui Napoleon.
În 1814, Géricault - tânăr om de lume, elegant și seducător - se îndrăgostește de Alexandrine Caruel, tânăra soție a unchiului său. Această legătură furtunoasă, care va dura mai mulți ani și din care va rezulta un fiu, Hippolyte-Georges, se dovedește nu numai scandaloasă dar și plină de consecințe negative pentru artist.
După abdicarea lui Napoleon, Géricault înrolează printre muschetarii regelui Ludovic al XVIII-lea. Acest episod, în special retragerea din Paris în fața armatei lui Napoleon revenit de pe Elba, este descris în romanul lui Louis Aragon, "Săptămâna Sfântă" (1958).

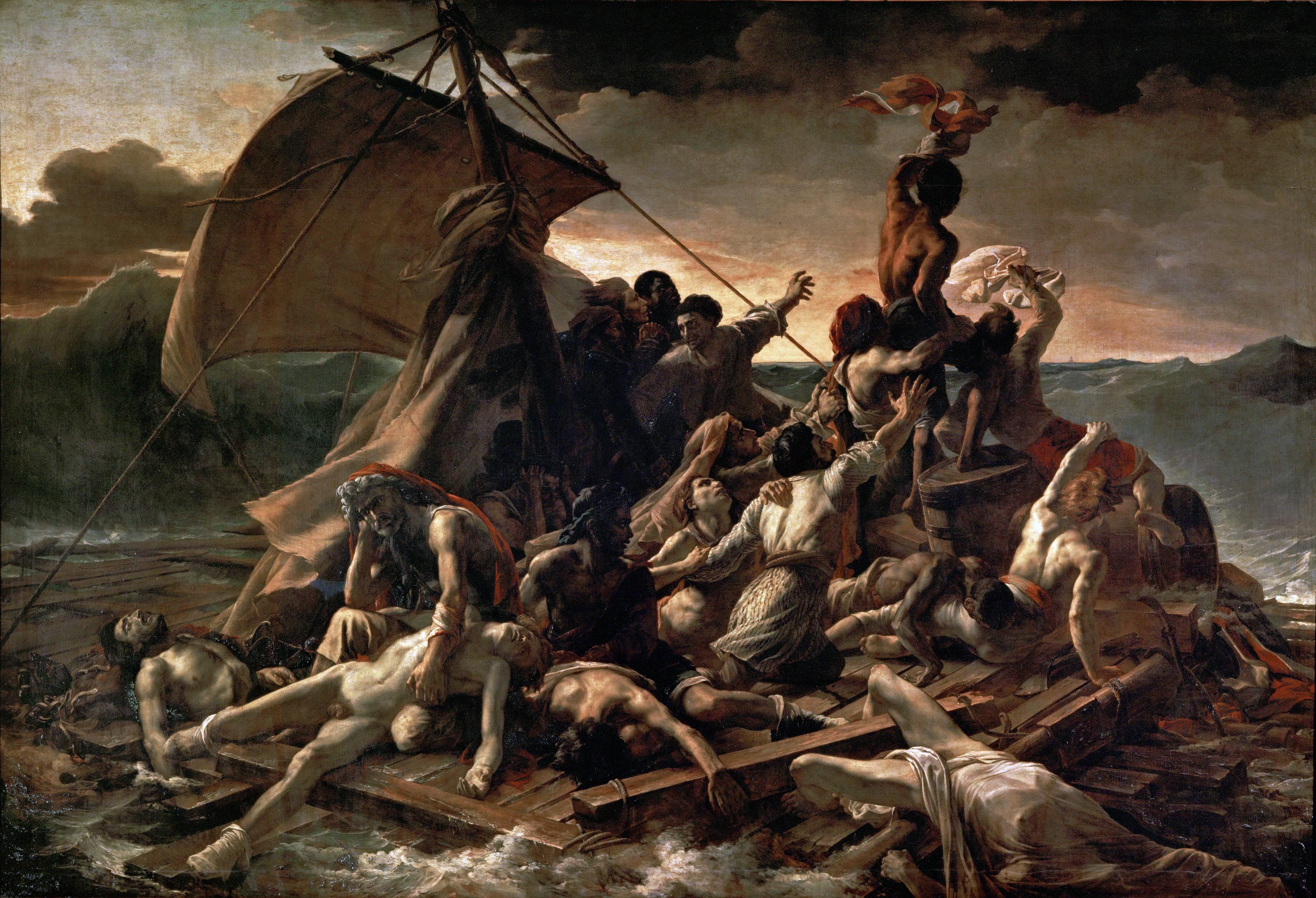
Pluta Meduzei, 1818-19 - Muzeul Louvre, Paris

În anul 1816, după cea pierdut un concurs pentru "Premiul Romei", Géricault - unic moștenitor al averii mamei sale - se hotărăște să plece în Italia pe proprie cheltuială. În drum, se oprește pentru o lună la Florența, unde admiră colecțiile din Gallerie degli Uffizi, precum și monumentele funerare ale familiei de Medici executate de Michelangelo. În bisericile din Roma este atras în special de unele din operele lui Caravaggio, precum și de frescele lui Michelangelo din Capela Sixtină. Îl studiază pe Rafael și admiră desenele lui Jean Auguste Ingres, care se afla de asemenea la Roma.
În toamna anului 1817, se află din nou la Paris. Timp de aproape nouă luni muncește fără odihnă la compoziția Pluta Meduzei. În iulie 1816, fregata marinei regale "Meduza" se lovește de o stâncă în apropierea coastei de apus a Africii. Căpitanul neexperimentat, împreună cu ofițerii și funcționari superiori care se aflau pe navă iau în posesie cele șase bărci de salvare, abandonând naufragiații în ciuda codului de onoare al marinei. O sută patruzeci și nouă de persoane, majoritatea soldați, se îmbarcă pe o plută improvizată care plutește în derivă timp de treisprezece zile. Doar cincisprezece naufragiați supraviețuiesc și au putut fi salvați, după ce pe plută s-au petrecut scene de groază. Géricault, tocmai întors din Italia, este în căutarea unei teme contemporane captivante pentru un tablou de mari dimensiuni. Istoria "Meduzei" îl captivează, execută în atelierul său macheta plutei, se întâlnește și cu foști naufragiați, dorind să înțeleagă atmosfera care domnea pe plută. Ezită la alegerea unei scene concrete, în cele din urmă se hotărăște asupra momentului în care naufragiații observă în depărtare pânzele bricului "Argos" care le va aduce salvarea. Rezultatul a fost un tablou, care la expunerea la Salonul din 1819 va trezi multe controverse și comentarii, cu caracter mai mult politic, decât artistic. Pluta Meduzei este, mai presus de orice, o revoluție în pictură, iar în istorie intră valoarea artistică a tabloului și nu interpretările politice. Scena prezentată atât de realist a fost subordonată regulilor riguroase ale compoziției clasice. Ecoul romantic este determinat de gama de culori și de jocul de lumini și umbre.
În anul 1820, Géricault pleacă în Anglia împreună cu prietenul său, litograful Charlet. Pluta Meduzei urmează să fie expusă la Egiptian Hall din Londra. Prezentarea are un succes răsunător la critică și public. Géricault se familiarizează cu tânăra pictură engleză, entuziasmul său este stârnit de lucrările lui John Constable și William Turner. În decembrie 1821, pictorul se întoarce la Paris. Duce o viață agitată plină de distracții, este însă chinuit de episoade de depresie. În primăvara anului 1822, cade de câteva ori de pe cal, ceea ce duce la ruinarea sănătății. Operații numeroase nu-l salvează de la sfârșitul tragic. Medicina timpului nu este în stare să facă față suferinței sale: leziunea traumatică a coloanei vertebrale. Este condamnat la imobilitate deplină. În ciuda suferințelor, reușește să picteze vestitele portrete ale "monomanilor", realizează câteva gravuri, litografii și tablouri reprezentând cai de curse.
La sfârșitul anului 1823, starea sănătății artistului se înrăutățește. La capătul puterilor, mai încearcă să picteze luându-și ca model...propria palmă: "Priviți! Ce pictor, ce sculptor a mai reușit să creeze o mână atât de flexibilă, de suplă ca aceasta ?" Théodore Géricault moare pe 26 ianuarie 1824, în vârstă de numai treizeci de ani. Este înmormântat în cimitirul Père-Lachaise din Paris.

### Galerie

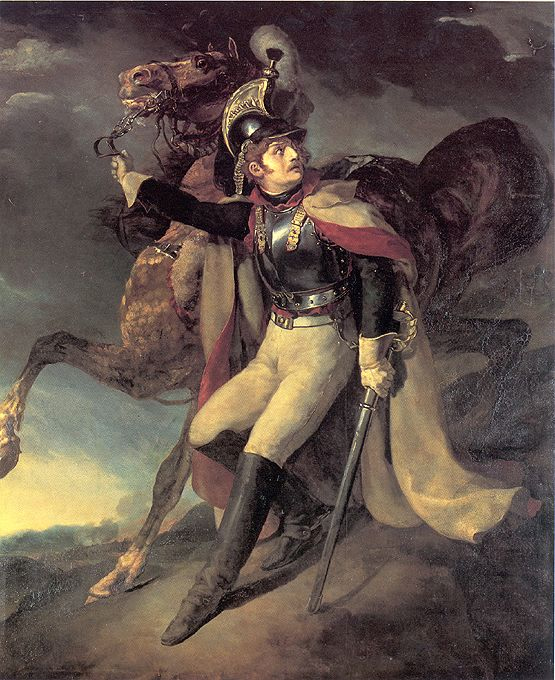
Cuirasier rănit, 1814 - Muzeul Louvre, Paris
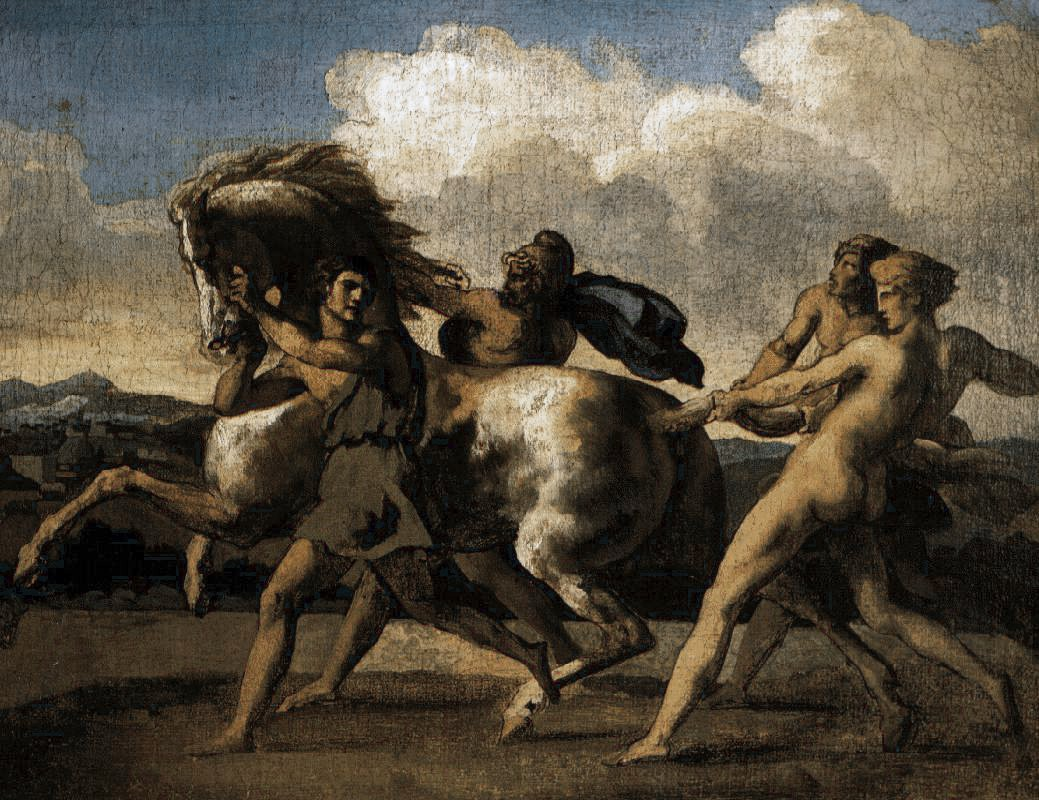
Cal sălbatic oprit de sclavi, 1817 - Musée des Beaux Arts, Rouen
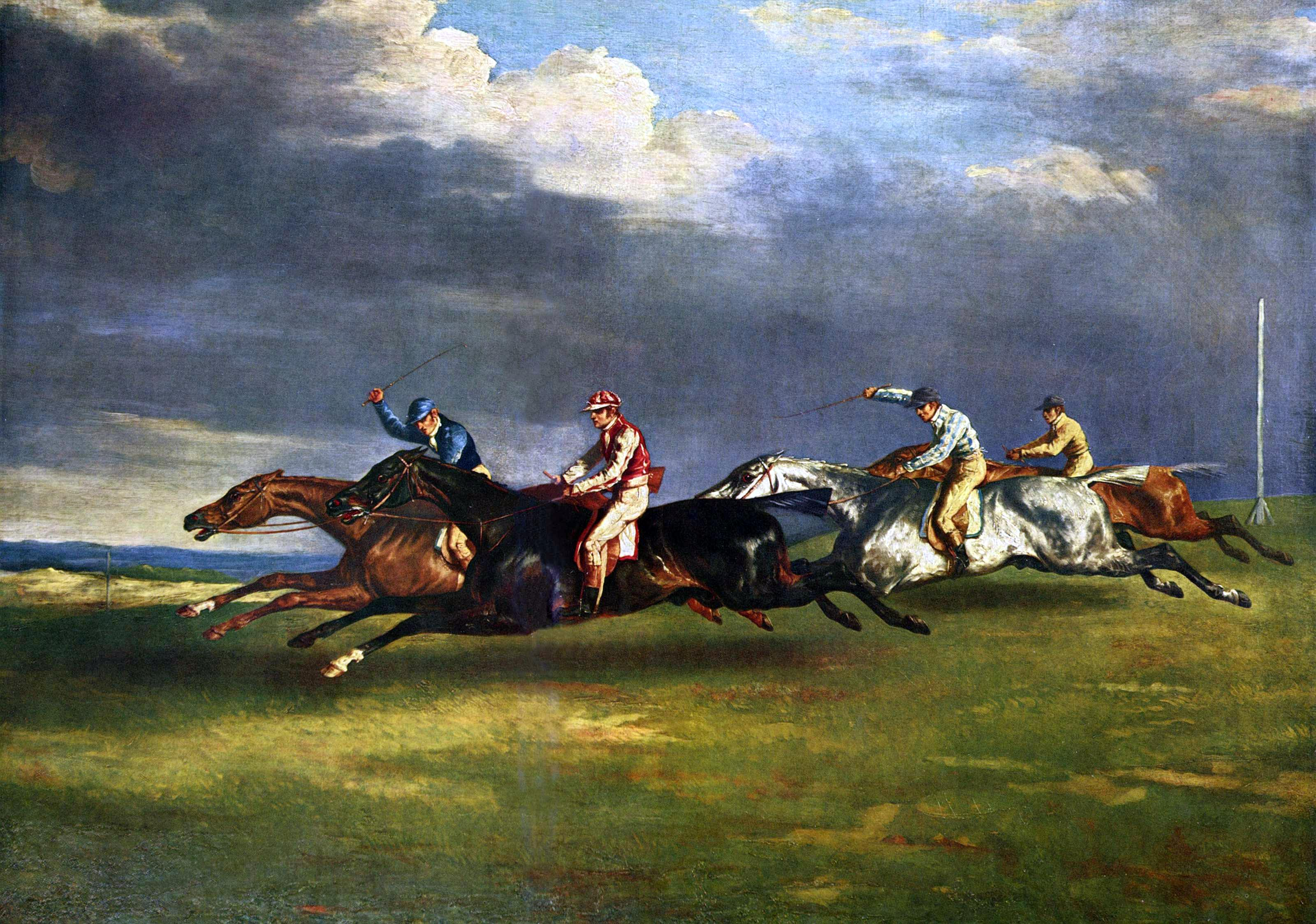
Derby la Epsom, 1821 - Muzeul Louvre, Paris
Mormântul lui Téodore Géricault în cimitirul Père-Lachaise din Paris. Piatra funerară realizată de Antoine Étex în 1840

Alienați mintal din Spitalul Salpêtrière, Paris ("Les monomanes")
În anul 1822, Géricault primește o propunere neașteptată pentru o lucrare originală din partea doctorului Étienne-Jean Georget (1795-1828), medic specialist în boli mintale. Printre altele, el a elaborat o teorie a "monomaniei", pe care a definit-o ca "nebunie parțială bazată pe o singură obsesie". În cartea pe care o pregătea, medicul descrie diferite tipuri de monomanie pentru care are nevoie de ilustrații corespunzătoare. Géricault pictează portretele mai multor bolnavi internați în spitalul Salpêtrière: un monoman pedofil, o bolnavă cu mania obsesivă a jocurilor de noroc, o bolnavă care personifică invidia etc. Numai o parte din aceste tablouri s-au păstrat până în prezent. Aceste chipuri se caracterizează prin îmbinarea încărcăturii emoționale intense cu forța de expresie concentrată. Forma atipică a tablourilor amintește de portretele englezești care înfățișează personajele doar până la brâu, pe un fundal întunecat.

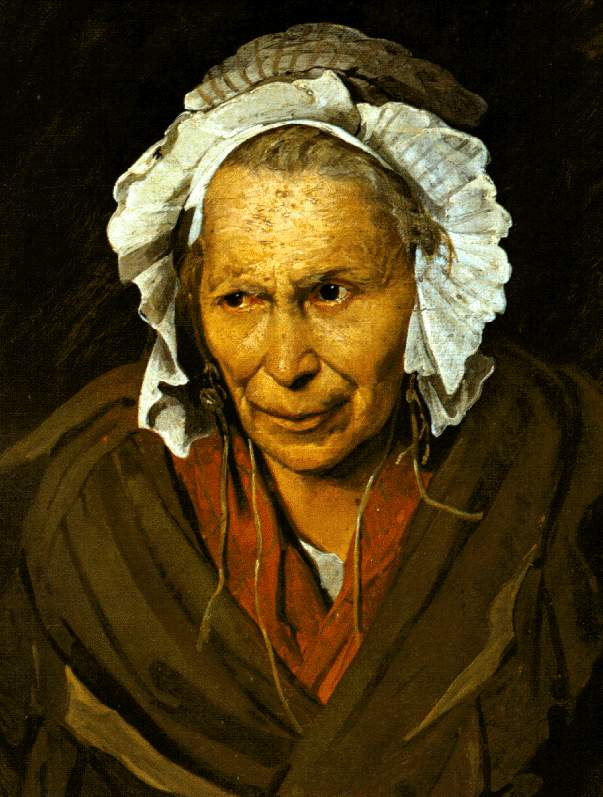
Invidia sau Hiena din Salpêtrière - Musée des Beaux Arts, Lyon
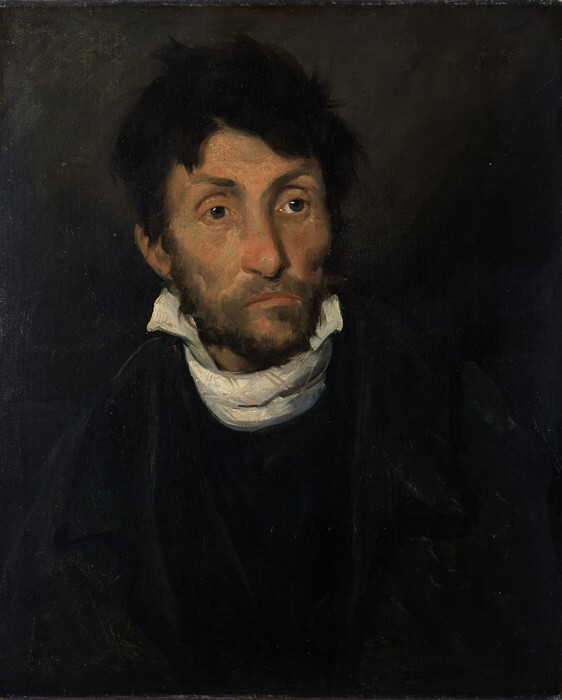
Cleptomania -  Musée des Beaux Arts, Gent
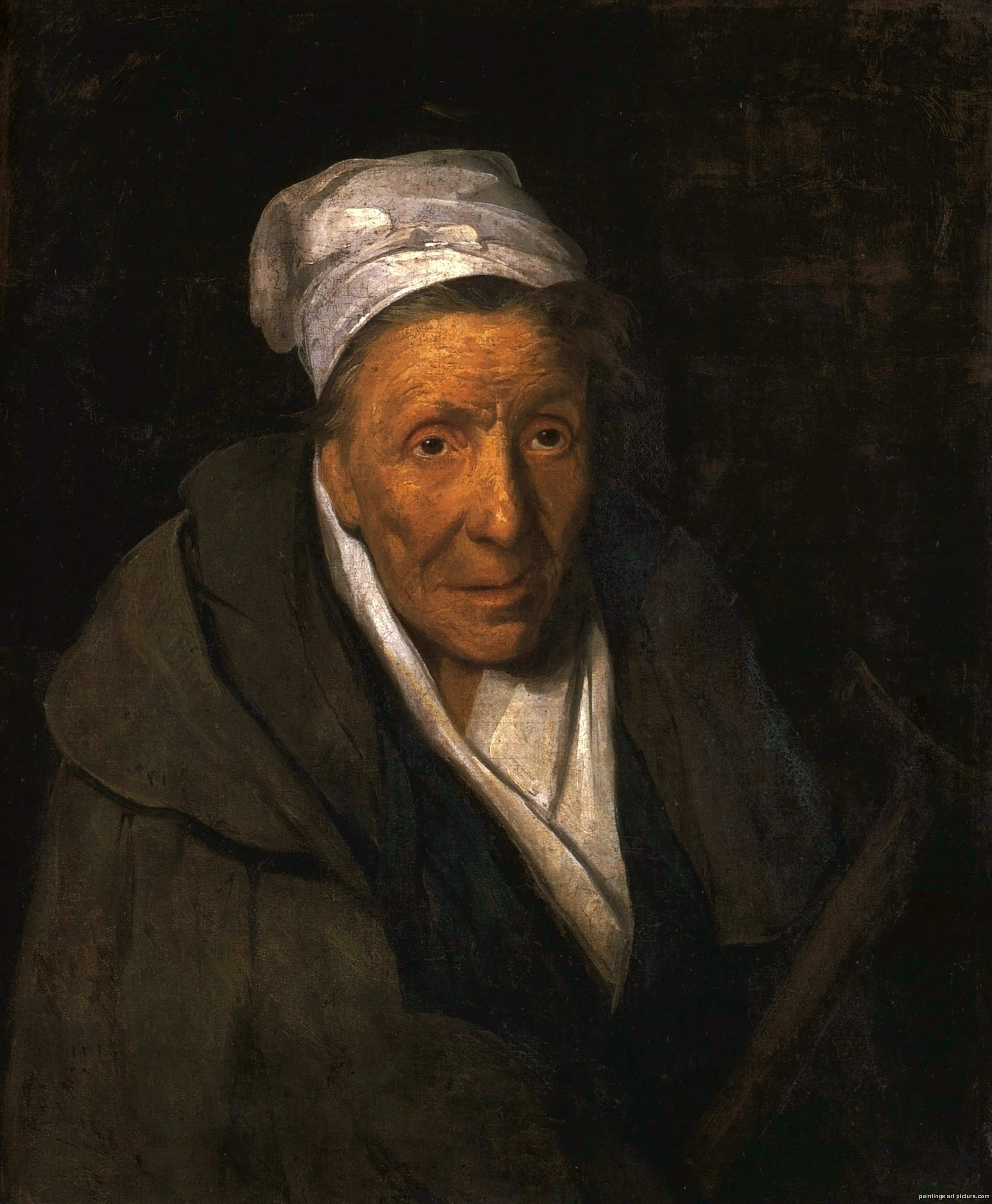
Mania jocurilor de noroc - Muzeul Louvre, Paris
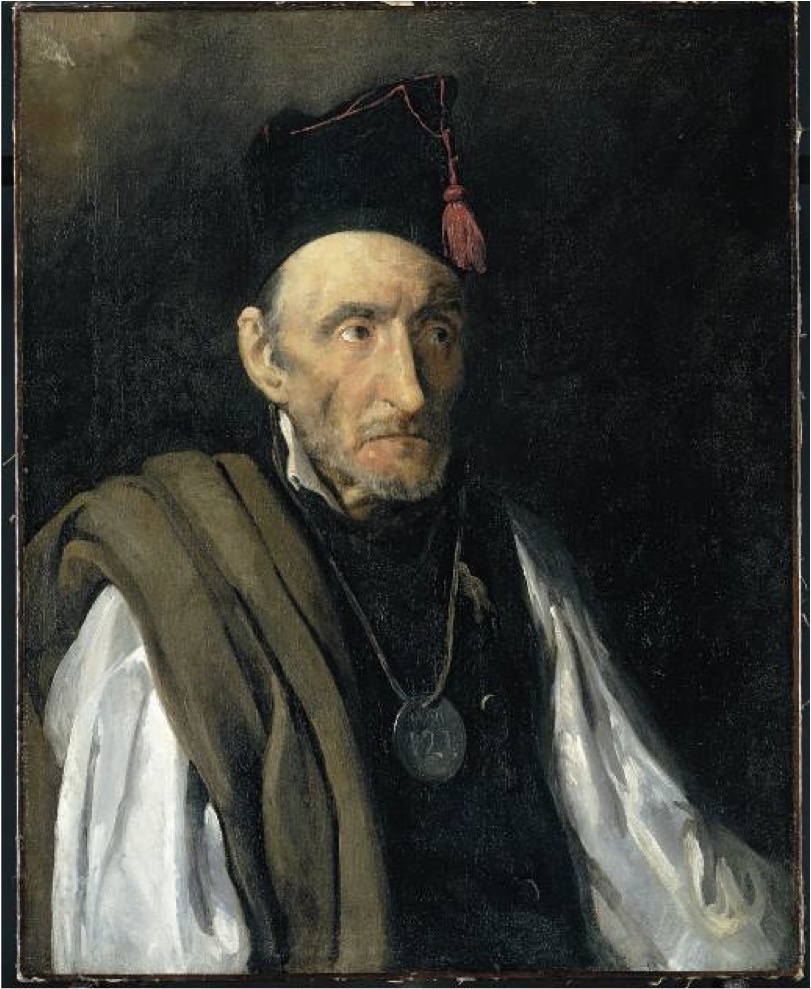
Mania grandoarei militare - Sammlung Oskar Reinhart, Winterthur

## Roman
- Louis Aragon: La Semaine Sainte, 1958 - Ed. Gallimard, Paris. Roman al cărui erou principal este Théodore Géricault, ofițer în armata lui Ludovic al XVIII-lea, în timpul retragerii din Paris, în urma revenirii lui Napoleon Bonaparte de pe insula Elba.

1. ↑  Jean Louis André Théodore Géricault (în engleză), Benezit Dictionary of Artists
2. ↑  Théodore Géricault (în engleză), RKDartists
3. 1 2 3  Autoritatea BnF, accesat în 10 octombrie 2015
4. 1 2  The Fine Art Archive, accesat în 1 aprilie 2021
5. 1 2  RKDartists
6. 1 2  Жерико Теодор, Marea Enciclopedie Sovietică (1969–1978)[*]
7. 1 2  Autoritatea BnF
8. ↑  „Théodore Géricault”, Gemeinsame Normdatei, accesat în 11 decembrie 2014
9. ↑  Théodore Géricault, Internet Speculative Fiction Database, accesat în 9 octombrie 2017
10. ↑  Théodore Géricault, Opća i nacionalna enciklopedija
11. ↑  Jean Louis André Théodore Géricault, Brockhaus Enzyklopädie
12. ↑  „Théodore Géricault”, Gemeinsame Normdatei, accesat în 31 decembrie 2014
13. ↑  Le cimetière du Père-Lachaise, p. 174
14. ↑  KulturNav, 12 februarie 2016, accesat în 27 februarie 2016
15. 1 2  RKDartists, accesat în 2 martie 2018
16. ↑  CONOR.SI[*] Verificați valoarea |titlelink= (ajutor)
17. ↑  Encyclopædia Britannica Online